# Station Jannowitzbrücke
Jannowitzbrücke is een station van de S-Bahn van Berlijn, gelegen nabij de gelijknamige brug over de Spree in het stadsdeel Mitte. Het S-Bahnstation opende op 7 februari 1882 en ligt aan de Stadtbahn. Het gelijknamige metrostation, tegenwoordig onderdeel van lijn U8, kwam in gebruik op 18 april 1930. Tussen 1961 en 1989 was het in Oost-Berlijn gelegen metrostation buiten gebruik; West-Berlijnse treinen passeerden het spookstation zonder te stoppen.
Het stationscomplex staat in zijn geheel onder monumentenbescherming.

## S-Bahnstation
In 1875 begon de aanleg van een nieuwe spoorlijn dwars door het Berlijnse stadscentrum, van het Schlesischer Bahnhof, voorheen een kopstation, naar Charlottenburg. Deze oost-westlijn, Stadtbahn genaamd, moest doorgaand treinverkeer door de Pruisische hoofdstad mogelijk maken en daarmee de omslachtige overstapsituatie (iedere spoorlijn eindigde in een apart kopstation) oplossen. De Stadtbahn was echter niet alleen bestemd voor langeafstandstreinen: naast de hoofdlijnsporen werd een extra paar sporen voor stadstreinen aangelegd. Bij de Jannowitzbrücke was de ruimte zo beperkt dat het spoorviaduct vlak langs de Spree gebouwd moest worden. Op 7 februari 1882 begon de reizigersdienst op de Stadtbahn; Jannowitzbrücke was vanuit het oosten gezien het eerste station waar de stadstreinen (aanvankelijk met stoomtractie) gingen stoppen.
Onder de sporen bouwde men een stationshal, vanwaar men het eilandperron kon bereiken. Dit perron lag aanvankelijk in de open lucht, maar in 1885 besloot men de stadssporen te overkappen. De perronhal zou de reizigers niet alleen tegen de elementen beschermen, maar ook beschutting bieden tegen de rook van de stoomtreinen over de hoofdlijn. Aan het begin van de 20e eeuw werd het perron van station Jannowitzbrücke vanwege het stijgende aantal reizigers verbreed. Om hiervoor ruimte te scheppen moesten de sporen van de hoofdlijn, die het station aan de zuidzijde passeren, verlegd worden richting de Spree. Het meest zuidelijke spoor kwam hierdoor zelfs deels boven de rivier te hangen. Een derde verbouwing, ditmaal naar aanleiding van de komst van de metro, volgde tussen 1927 en 1932. Naar een ontwerp van Hugo Röttcher verees een nieuwe perronoverkapping van staal en glas met veel daglichtinval. Röttcher schiep eveneens een nieuwe stationshal onder de sporen, die bekleed werd met lichtgele wandtegels. Ook het Stadtbahnviaduct moest in verband met de aanleg van een metrotunnel onder de Spree aangepast worden.

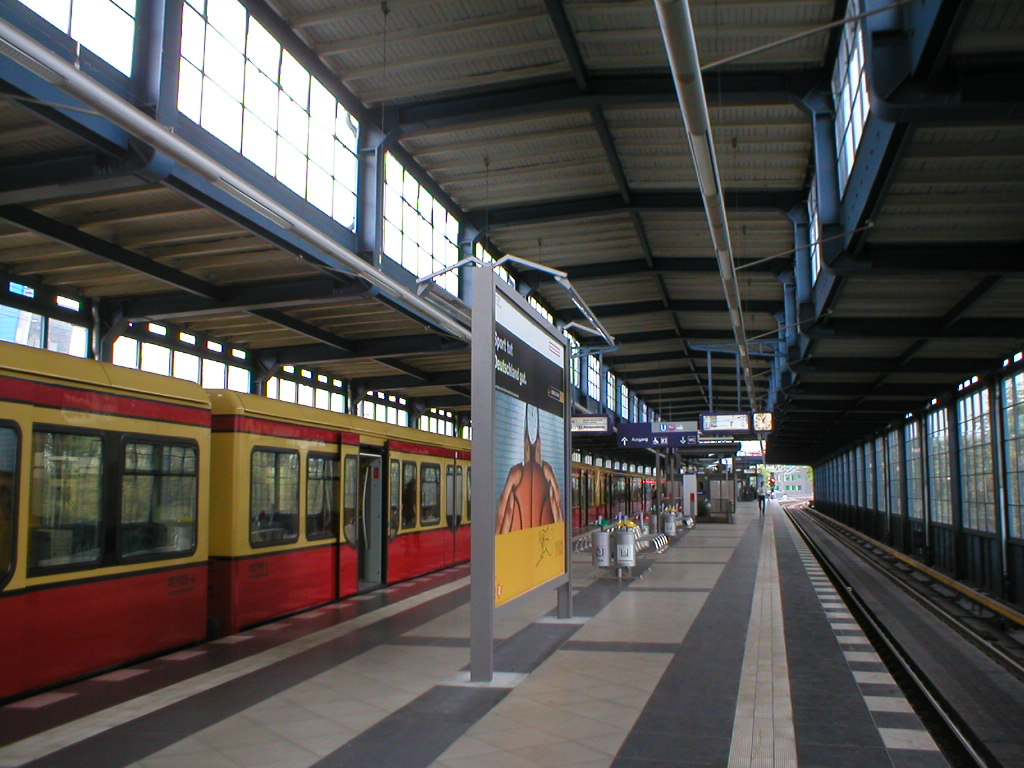
Het overkapte perron van S-Bahnstation Jannowitzbrücke, daterend uit begin van de dertiger jaren

Ondertussen was de "grote elektrificatie" van diverse voorstadslijnen rond Berlijn begonnen. Op 11 juni 1928 stopten de eerste elektrische voorstadstreinen in station Jannowitzbrücke. Twee jaar later ging de Stadtbahn samen met de Ringbahn en enkele buitenlijnen het nieuwe S-Bahnnet vormen.
De Tweede Wereldoorlog bracht ook de Stadtbahn grote schade toe, maar station Jannowitzbrücke bleef hiervan gevrijwaard. In april 1945 (de nadagen van de oorlog) werd het station gesloten; de eerste treinen stopten er weer op 15 november. De naoorlogse splitsing van de stad had aanvankelijk weinig gevolgen voor station Jannowitzbrücke; de S-Bahntreinen bleven vrijwel probleemloos rijden tussen oost en west. De bouw van de Berlijnse Muur in 1961 bracht het station echter een zware klap toe, omdat de overstapmogelijkheid op metrolijn D (behorend tot het West-Berlijnse net) wegviel en het reizigersaantal als gevolg daarvan afnam. Het S-Bahnverkeer, dat in westelijke richting ging eindigen in station Friedrichstraße nam in de DDR-periode echter toe door de openstelling van nieuwe trajecten naar Marzahn en Hohenschönhausen.
Na de Duitse hereniging kreeg de meer dan honderd jaar oude Stadtbahn een opknapbeurt. Tussen 1994 en 1996 werden de S-Bahntreinen hiertoe over de hoofdsporen geleid, waardoor er niet in station Jannowitzbrücke gestopt kon worden. Het station werd ondertussen gerestaureerd onder leiding van het architectenbureau Wehner-Schulz. Tegelijkertijd voorzag men het S-Bahnstation van een lift. Onder het spoorviaduct werd een passage met uitzicht op de Spree gecreëerd.
Station Jannowitzbrücke wordt aangedaan door alle S-Bahnlijnen die over de Stadtbahn rijden. Regionale en langeafstandstreinen rijden buiten de perronhal om en stoppen niet in station Jannowitzbrücke.